# Daughter of Time
Daughter of Time – album grupy Colosseum nagrany latem i zimą 1970 r. i wydany w listopadzie tego samego roku.

## Historia i charakter albumu
Album został nagrany latem, gdy zmieniał się skład zespołu. Odszedł basista Louis Cennamo do grupy Renaissance, a na jego miejsce został przyjęty Mark Clarke. Również po wcześniejszym odejściu Litherlanda, zaistniała konieczność znalezienia mocnego i jak najlepszego wokalisty jakiego się da. Po nieudanych poszukiwaniach Greenslade wysunął kandydaturę weterana bluesa i rhythm and bluesa brytyjskiego Chrisa Farlowe’a, który przyjął propozycję.
Album nagrywany był więc w czasie pewnego chaosu spowodowanego sprawami personalnymi. W pewien sposób odbiło się to na spójności albumu, którego charakter jest równocześnie dość melancholijny.

## Muzycy
Sekstet
- Chris Farlowe – wokal
- Clem Clempson – gitara, wokal (3)
- Dave Greenslade – organy, pianino, wibrafon, wokal
- Dick Heckstall-Smith – saksofon sopranowy i tenorowy, mowa (1)
- Mark Clarke – gitara basowa (1, 5, 7)
- Jon Hiseman – perkusja, instrumenty perkusyjne

Inni muzycy
- Louis Cennamo – gitara basowa (2, 3, 4, 6)
- Barbara Thompson – flet, saksofon altowy, tenorowy, sopranowy i barytonowy, wokal - 1, 2, 3, 4
- Derek Wadsworth – puzon (2, 4)
- Harold Beckett – skrzydłówka, trąbka – 2, 4
- Jack Rothstein – 1 skrzypce (2, 4)
- Trevor Williams – 2 skrzypce (2, 4)
- Nicholas Kraemer – altówka (2, 4)
- Charles Tunnell – 1 wiolonczela (2, 4)
- Fred Alexander – 2 wiolonczela (2, 4)

## Spis utworów
| 1. | Three Score and Ten, Amen – (Clempson/Greenslade/Hiseman)  | 5:36  |
|    |                                                            |       |
| 2. | Time Lament – (Greenslade/Hiseman)                         | 6:04  |
|    |                                                            |       |
| 3. | Take Me Back to Doomsday – (Clempson/Greenslade/Hiseman)   | 4:26  |
|    |                                                            |       |
| 4. | The Daughter of Time – (Dennan/Greenslade/Heckstall-Smith) | 3:30  |
|    |                                                            |       |
| 5. | Theme for an Imaginary Western – (Jack Bruce/Pete Brown)   | 4:05  |
|    |                                                            |       |
| 6. | Bring Out Your Dead – (Clempson/Greenslade)                | 4:25  |
|    |                                                            |       |
| 7. | Downhill and Shadows – (Clempson/Hiseman/Reeves)           | 6:11  |
|    |                                                            |       |
| 8. | The Time Machine – (Hiseman)                               | 8:12  |
|    |                                                            |       |
|    |                                                            | 42:29 |
|    |                                                            |       |

## Opis płyty
Oryginał
- Producent – Gerry Bron dla Hit Record Productions Ltd
- Inżynier – Peter Gallen
- Studio – Lansdowne Studios, Londyn
- Nagrania – lato 1969 r.
- Wydanie – listopad 1970
- Czas – 38 min. 04 sek.
- Projekt okładki – Robin Nicoll (Design Machine)
- Firma nagraniowa – Vertigo (WB); Dunhill (USA)
- Numer katalogowy –                ; Dunhill DS 50101

Wznowienie
- Projekt wznowienia – Albert de Couveia (Castle Communication Plc)
- Remastering – Simon Heyworth
- Studio – Chop 'Em Out
- Firma nagraniowa – Essential na licencji z Castle Communications Plc
- Rok wydania – 1998
- Numer katalogowy – ESMCD 644